# Бред Тенді
Бред Тенді (англ. Brad Tandy, 2 травня 1991) — південноафриканський плавець.
Учасник Олімпійських Ігор 2016 року.
Призер Чемпіонату світу з плавання на короткій воді 2018 року.